# Lucius Furius Medullinus (tribun consulaire en -432)
Pour les articles homonymes, voir Furius Medullinus.
Lucius Furius Medullinus est un homme politique de la République romaine, tribun consulaire en 432, 425 et 420 av. J.-C.

## Famille
Il est membre des Furii Medullini, branche de la gens Furia. Il est le fils de Spurius Furius Medullinus Fusus, consul en 464 av. J.-C. et le père de Lucius Furius Medullinus, consul en 413 et 409 av. J.-C., et de Marcus Furius Camillus, plusieurs fois tribun consulaire entre 403 et 381 av. J.-C. Son nom complet est Lucius Furius Sp.f. Medullinus.

## Biographie

### Premier tribunat consulaire (432)
Lucius Furius Medullinus est élu tribun militaire à pouvoir consulaire en 432 av. J.-C. avec deux autres collègues : Lucius Pinarius Mamercinus et Spurius Postumius Albus Regillensis. Selon Tite-Live, les trois tribuns sont une nouvelle fois tous patriciens.
L'épidémie de peste semble faire moins de victimes et l'importation de blé décidée l'année passée écarte tout risque de famine. Néanmoins, les tensions sociales demeurent très vives et les plébéiens regrettent qu'aucun des leurs n'ait pu encore être élu au tribunat consulaire alors même que l'institution de cette nouvelle magistrature devait répondre à ce besoin. Afin de limiter les différences entre candidats plébéiens et patriciens, les tribuns consulaires font voter une loi, la Lex Pinaria Furia Postumia, qui contraint tous les candidats à porter une toge blanche, sans marque distinctive liée à leur rang social. On organise des élections consulaires pour l'année suivante à la suite d'un sénatus-consulte.

### Deuxième tribunat consulaire (425)
En 425 av. J.-C., Lucius Furius Medullinus est à nouveau tribun militaire à pouvoir consulaire, avec Lucius Quinctius Cincinnatus, Aulus Sempronius Atratinus et Lucius Horatius Barbatus. Véies se voit accorder une trêve de vingt ans tandis que les Èques obtiennent trois ans de trêve,.

### Troisième tribunat consulaire (420)
En 420 av. J.-C., Lucius Furius Medullinus est élu pour la troisième fois comme tribun consulaire, une nouvelle fois avec Lucius Quinctius Cincinnatus et Aulus Sempronius Atratinus, et un nouveau collègue, Marcus Manlius Vulso, tous patriciens. L'élection des questeurs est menée sous la présidence d'Aulus Sempronius et débouche sur l'élection de candidats patriciens, ce qui provoque la colère des tribuns de la plèbe Aulus Antistius, Sextus Pompilius et Marcus Canuleius. Ils parviennent à faire condamner le cousin d'Aulus Sempronius, Caius Sempronius, consul en 423 av. J.-C., Les tribuns lui reprochent des erreurs commises dans la guerre menée contre les Volsques lors de son consulat et le condamnent à verser une amende de 15 000 as.
C'est durant le troisième tribunat de Lucius Furius que se déroule le procès de la vestale Postumia, soupçonnée d'écarts de conduite mais qui est finalement acquittée,.